# Clase Condell
La clase Condell es la serie de fragatas clase Leander vendidas a la Armada de Chile.

## Fragatas Leander
Las Fragatas Clase Leander (Tipo-12M) para muchas Armadas son consideradas las mejores diseñadas por Reino Unido después de la Segunda Guerra Mundial, dado que son unidades con excelentes capacidades marineras, las cuales conservan y llevan como garantía la antigua tradición naval británica, lo que las coloca como unas de las mejores fragatas escolta de su época. Este modelo se construyó en tres lotes, de los cuales, los dos primeros se subdividen en otros más (1A, 1B, 2A, 2B y 3A) después los trabajos de modernización. Además de los británicos fueron usuarios de la Leander: Nueva Zelanda, con dos unidades; Chile, cuatro unidades (2 Ex-RN); Ecuador, dos unidades (Ex-RN); Australia, dos unidades; India(Ex-RN), siete unidades (1 Ex-RN); Pakistán, dos unidades (Ex-RN); Holanda, seis unidades; Indonesia, seis unidades (ex Holanda) y Sudáfrica, tres unidades.

## Fragatas Clase "Condell" (Tipo-12MCH)
En 1969, bajo el gobierno de Eduardo Frei Montalva, Chile ordenó la construcción de dos fragatas nuevas a los Astilleros Yarrow (Shipbuilders) Ltda. En Scotsfoun, Glasgow, Escocia, bajo las especificaciones del Lote 2B, con modificaciones estructurales encargadas por la Armada, siendo 3 m más cortas que la última versión, además de la supresión del Mortero Antisubmarino "Limbo", que permitió la ampliación de la cubierta de vuelo para un Bell 206; y, la supresión del Sonar de Arrastre, siendo reemplazado con 4 MM-38 Exocet. La Almirante Condell (PFG-06) arribó a Valparaíso el 2 de septiembre de 1974, y la Almirante Lynch (PFG-07) lo hizo el 14 de febrero de 1975. Entre las acciones más importantes, está su participación en la flota contra la Armada Argentina en 1978, en el conflicto del Beagle.
A principio de 1990, ambas unidades fueron modificadas en astilleros chilenos. Entre sus modificaciones, están: la ampliación del hangar y el reforzamiento de la cubierta de vuelo (para los helicópteros AS535SC "Cougar"), además de la instalación de los misiles antisuperficie MM-40 Exocet con 70 km de alcance máximo. Con la obsolescencia del misil Seacat, y el accidente sufrido por la barcaza norteamericana USS "Lamoure County", se obtuvo el sistema artillero antimisil (CIWS por sus siglas en inglés) Phallanx, siendo instalado en la PFG "Lynch" en 2001, además del sistema de control SIS-DEF SP-100, de fabricación chilena. La PFG "Condell" recibió las mismas modificaciones en agosto de 2005. La fragata "Lynch" fue retirada del servicio activo en octubre de 2006, debido a la futura llegada de la fragata tipo 23 "Almirante Lynch". La fragata "Condell" fue retirada del servicio en diciembre de 2007, debido a la llegada de la segunda fragata tipo 23, "Almirante Cochrane"

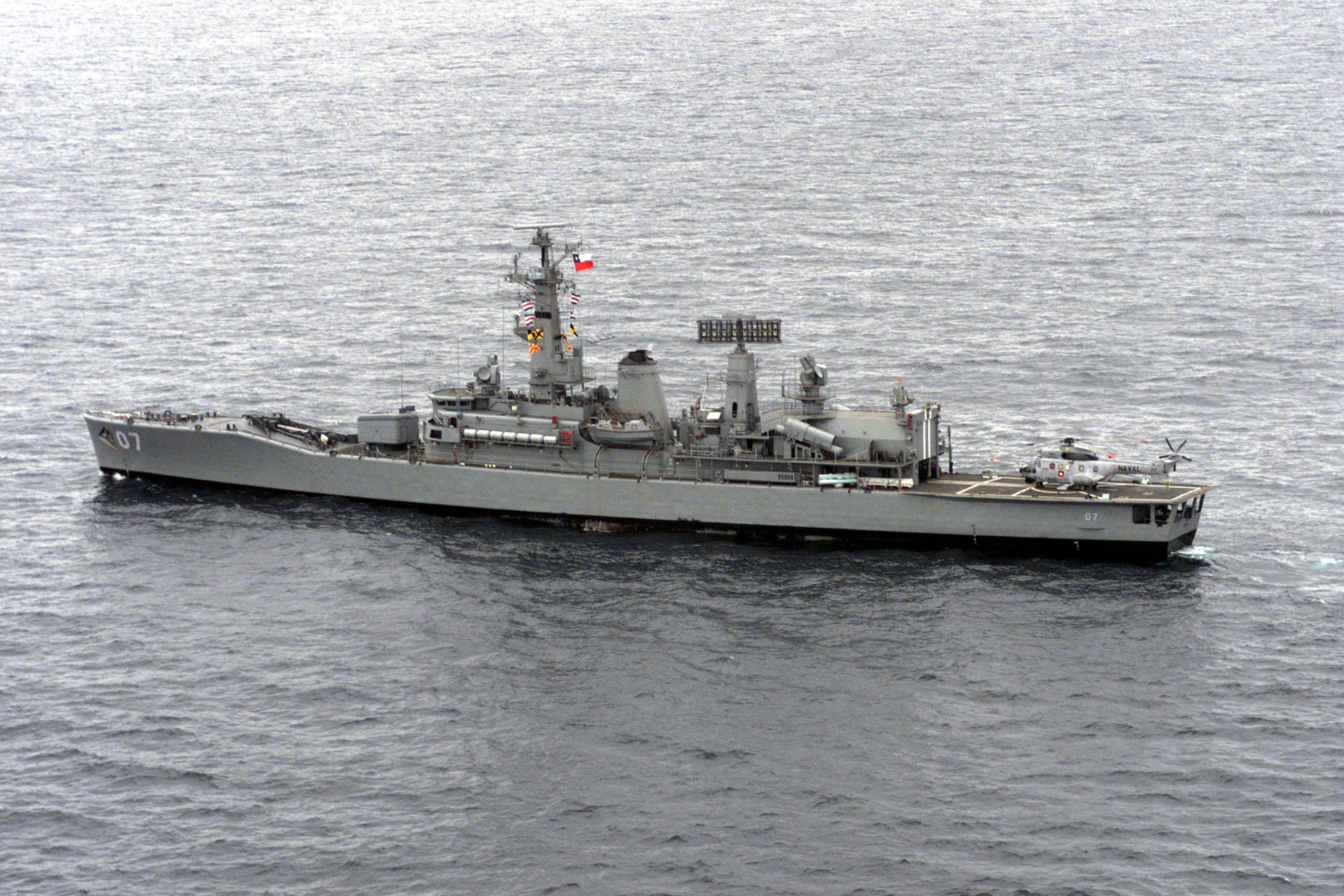
La fragata Almirante Lynch

## Fragatas Clase Leander Lote 3 (Ex-RN)
A principios de la década de 1990, se dieron de baja los destructores de la Segunda Guerra Mundial, "Ministro Zenteno" y "Ministro Portales" de la clase Allen M. Sumner, siendo reemplazados por dos unidades de Leander del Lote 3, siendo compradas la HMS "Achilles" y la HMS "Ariadne", llamadas en Chile "Ministro Zenteno" (PFG-08) y "General Baquedano" (PF-09), respectivamente.
Mientras que la "Baquedano" arribó a Valparaíso en junio de 1992, la "Zenteno" llegó a Chile a bordo de un Dique Flotante a Talcahuano, debido al mal estado en la mantención en Inglaterra, además de las modificaciones debido a que poseía el Mortero Limbo y el Sonar de Arrastre. En 1997 se desmontó de la "Zenteno" el sistema de misiles Seacat, siendo reemplazadas por 4 MM-38 Exocet, provenientes del DDG "Williams" de la Clase Almirante, dándole a esta fragata capacidad antisuperficie. Estas modificaciones estaban contempladas para la "Baquedano", pero debido al presupuesto para el fallido proyecto "Tridente", se dispuso que se le diera la baja en 1998 junto a seis unidades más. 
En 2006, después de participar en la Revista Naval en honor al presidente Ricardo Lagos, la PFG "Zenteno" fue dada de baja en conjunto al DLH "Prat".

## Venta al Ecuador

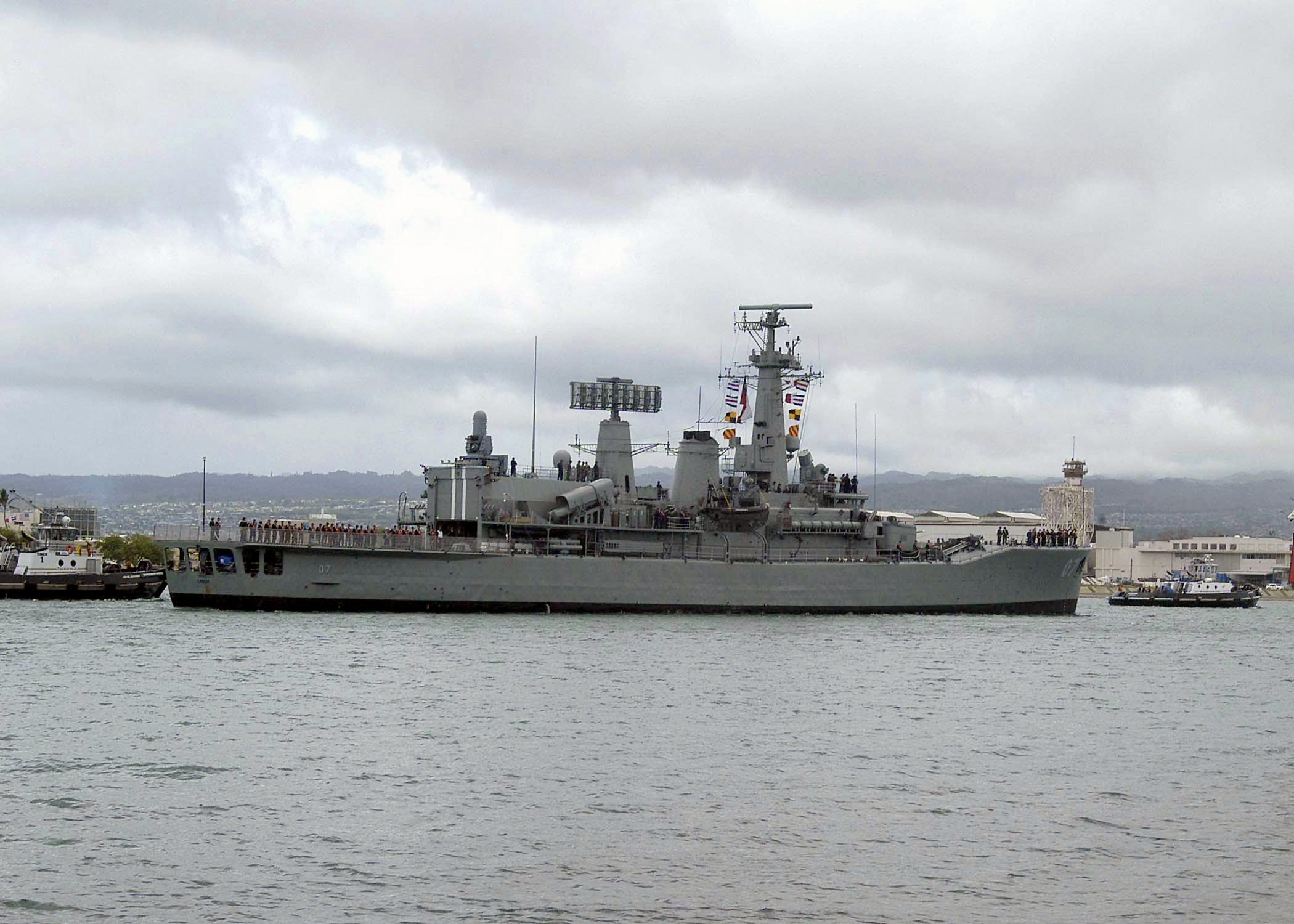
La fragata Almirante Lynch en UNITAS 2004

Las fragatas "Lynch" y "Condell", al ser dadas de baja, fueron vendidas a la Armada Ecuatoriana, según un comunicado hecho por el presidente Rafael Correa. Esta compra por parte de la Armada Ecuatoriana se hizo realidad el 7 de marzo de 2008, en una ceremonia a bordo de la fragata "Condell", y que contó con la presencia de los Ministros de Defensa y Comandantes en Jefe de las Armadas de ambos países. La PFG "Condell" debe ser entregada en marzo de 2008 con el nombre de BAE "Presidente Alfaro", y la PFG "Lynch" en mayo del mismo año con el nombre de BAE "Moran Valverde". La PFG "Zenteno", que estaba en espera de destino, terminó hundida en la bahía de Talcahuano, después de navegar a la deriva y sufrir severos daños en su casco debido al tsunami que afectó a esa zona el 27 de febrero de 2010.
El 18 de abril de 2008, se hizo realidad la primera parte del contrato, con el arriado del pabellón nacional de la PFG-06 "Almirante Condell", para dar paso al izamiento y entrega de la primera fragata, con el nombre de FM-01 BAE "Presidente Alfaro", con presencia de los Comandantes en Jefe de ambas Armadas. 
Así mismo el 15 de octubre de 2008 se llevó a cabo la segunda parte del contrato, con la ceremonia de izamiento del pabellón ecuatoriano, rebautizado a la PFG-07 "Almirante Lynch" bajo el nombre de FM-02 BAE "Comandante Moran Valverde. A diferencia de su gemela, esta fragata si lleva consigo el CIWS Phallanx instalado en 2002, y se prevé que el sistema sea reinstalado en la fragata "Alfaro".

## Operadores
- Armada de Chile
- Armada del Ecuador